# آنتونی رس-ماربا
آنتونی رُس-ماربا (کاتالونیایی: Antoni Ros-Marbà؛ ‏ تلفظ کاتالان: [ənˈtɔni ˈroz mərˈβa]؛ زادهٔ ۲ آوریل ۱۹۳۷) رهبر ارکستر، آهنگساز و موسیقی‌دان کاتالان اهل اسپانیا است.
وی دانش‌آموختهٔ «کنسرتوار عالی موسیقی بارسلون» است و از شاگردان ادوآرت تولدرا، سرجیو چلیبیداکه و ژان مارتینن بود. وی بابت فعالیت‌های هنری‌اش، برندهٔ جوایزی همچون جایزه کرئو د سان جردی شده است.